# Proyecto GIPF

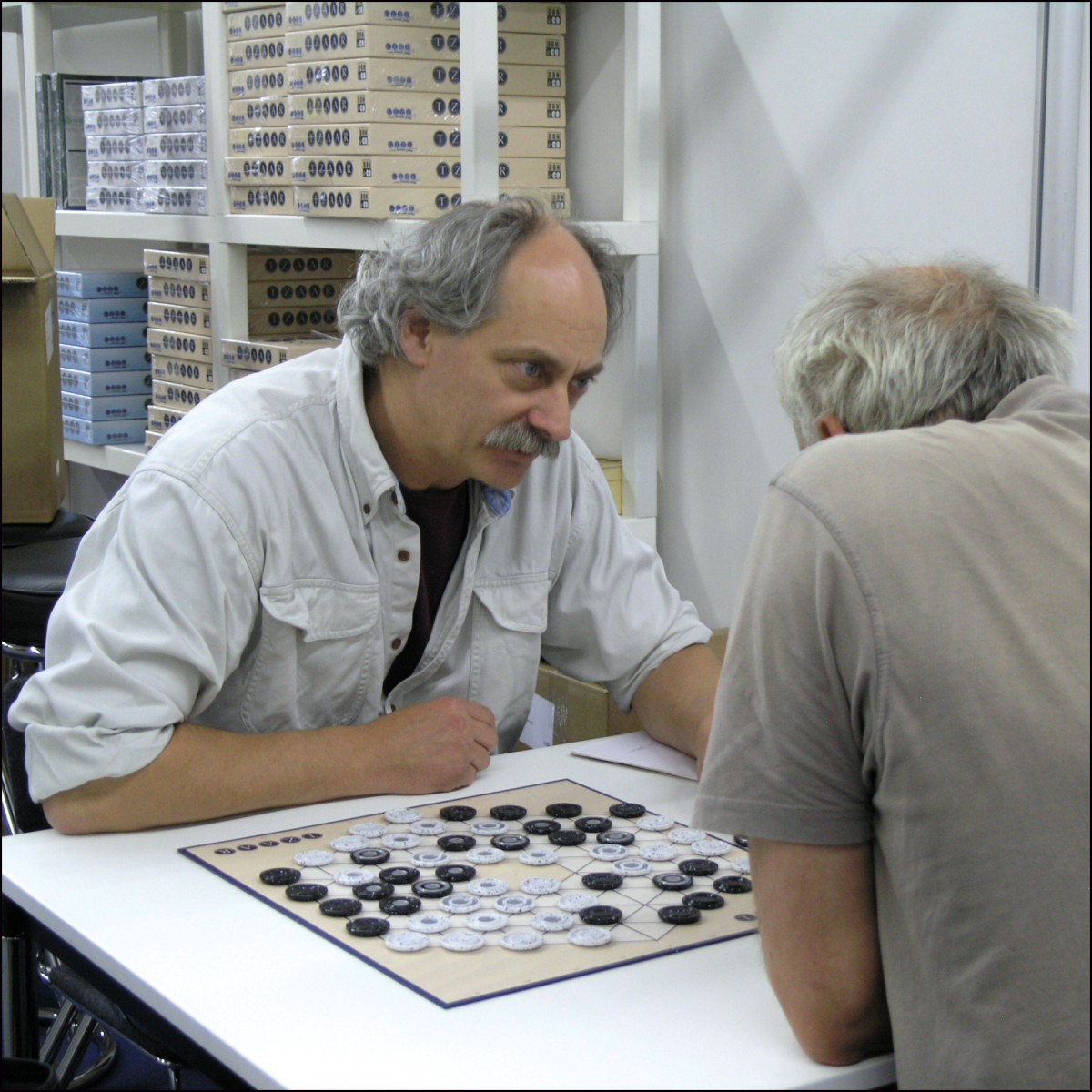
Kris Burm jugando una partida de TZAAR.

El Proyecto GIPF es una serie de siete juegos abstractos creados por el diseñador Kris Burm.

## Descripción
La serie lleva el nombre del primer juego, GIPF. Todos los juegos tienen lugar en algún tipo de tablero hexagonal e implican la disminución del área de juego de cada jugador. Cada uno de los juegos se puede jugar individualmente. Sin embargo, la serie también permite a los jugadores introducir en GIPF ciertas piezas nuevas con poderes especiales, llamados "potenciales", tras su victoria en cualquier otro juego de la serie.
Los potenciales tienen los mismos nombres que los otros juegos del proyecto, y hay tres para cada juego en GIPF. Antes de comenzar el juego, los jugadores los colocan sobre piedras. El potencial permite a un jugador hacer un movimiento especial una vez por juego, pero cuando un jugador elige usarlo, un oponente puede intentar neutralizarlo desafiando a ese jugador a un juego en el juego que tiene el mismo nombre que el potencial. Para utilizar el potencial, el jugador debe ganar o empatar en este juego. Si pierde, el potencial se pierde.
La idea de introducir juegos adicionales que se puedan usar para afectar el resultado del juego principal vino de la infancia de Burm, cuando él y su hermano "corrían" autos alrededor de una alfombra. Para cada turno, jugarían otro juego, y el ganador de ese juego podría lanzar seis dados para determinar el movimiento de su automóvil, mientras que el perdedor lanzaría solo cinco.

## Historia
El proyecto GIPF se lanzó en 1997 en Bélgica. En 1998 En 1998, Don & Co. Schmidt Spiele ha publicado internacionalmente y desde entonces ha estado disponible en la mayor parte del mundo. En ese momento, solo contenía juegos GIPF y TAMSK. En los años siguientes le siguieron ZÈRTZ (2000), DVONN (2001), YINSH (2003) y PÜNCT (2005). En 2006, la empresa belga SMART se hizo cargo de la publicación del proyecto. El último juego, TZAAR, fue lanzado en 2007 y reemplazó a TAMSK.

## Características
Todos los títulos del proyecto son juegos abstractos con las siguientes características en común:
- Son juegos abstractos para dos jugadores
- Todos (excepto DVONN) tienen lugar en un tablero de juego hexagonal
- Por lo general, el área de juego o la cantidad de opciones que tiene un jugador disminuye constantemente durante el juego.
- el nombre del juego consiste en una palabra de cinco letras mayúsculas (excepto GIPF), que no tiene significado[4]
- la caja del juego (excepto GIPF) muestra uno de los cinco elementos (tierra, agua, fuego, aire, mente)

## Premios y distinciones
Desde 2005, el juego más popular de la serie, según la lista de los 100 mejores juegos de Internet, es DVONN, aunque YINSH obtiene la puntuación media más alta de los jugadores, tanto en la lista de los 100 mejores juegos como en el sitio web BoardGameGeek. ZÈRTZ, DVONN y YINSH ganaron el premio Mensa Select.

## Lista de juegos
La mayoría de los juegos de la serie se pueden jugar libremente en línea o contra oponentes de computadora disponibles gratuitamente. 
- GIPF es un juego de empujar
- TAMSK es un juego de tiempo (reemplazado por TZAAR)
- ZÈRTZ es un juego de sacrificio
- DVONN es un juego de torres
- YINSH es un juego de voltear
- PÜNCT es un juego de conexión
- TZAAR es un juego de captura y apilamiento (reemplazando a TAMSK)
- LYNGK es un juego de fusión

### Galería de imágenes

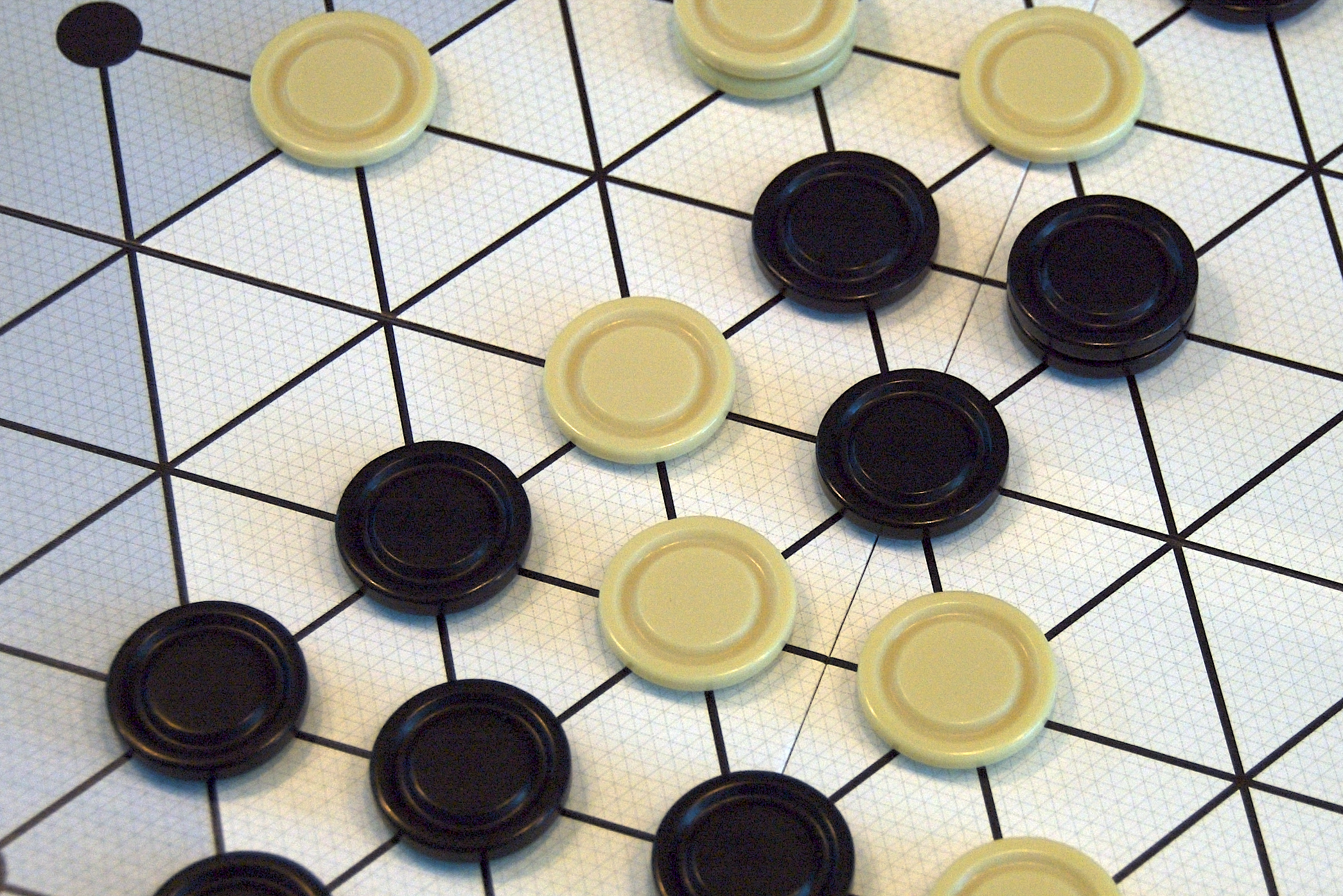
GIPF
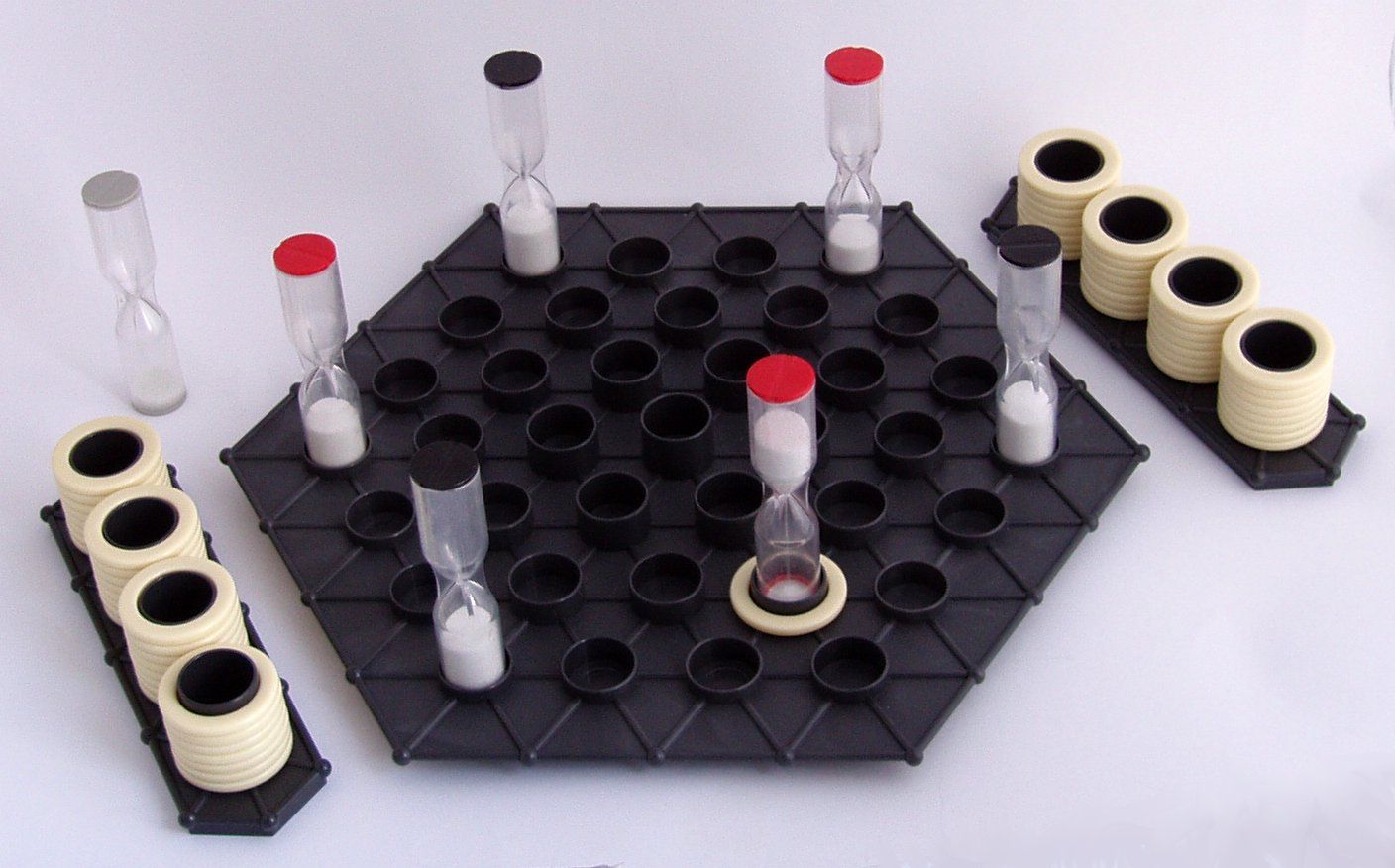
TAMSK
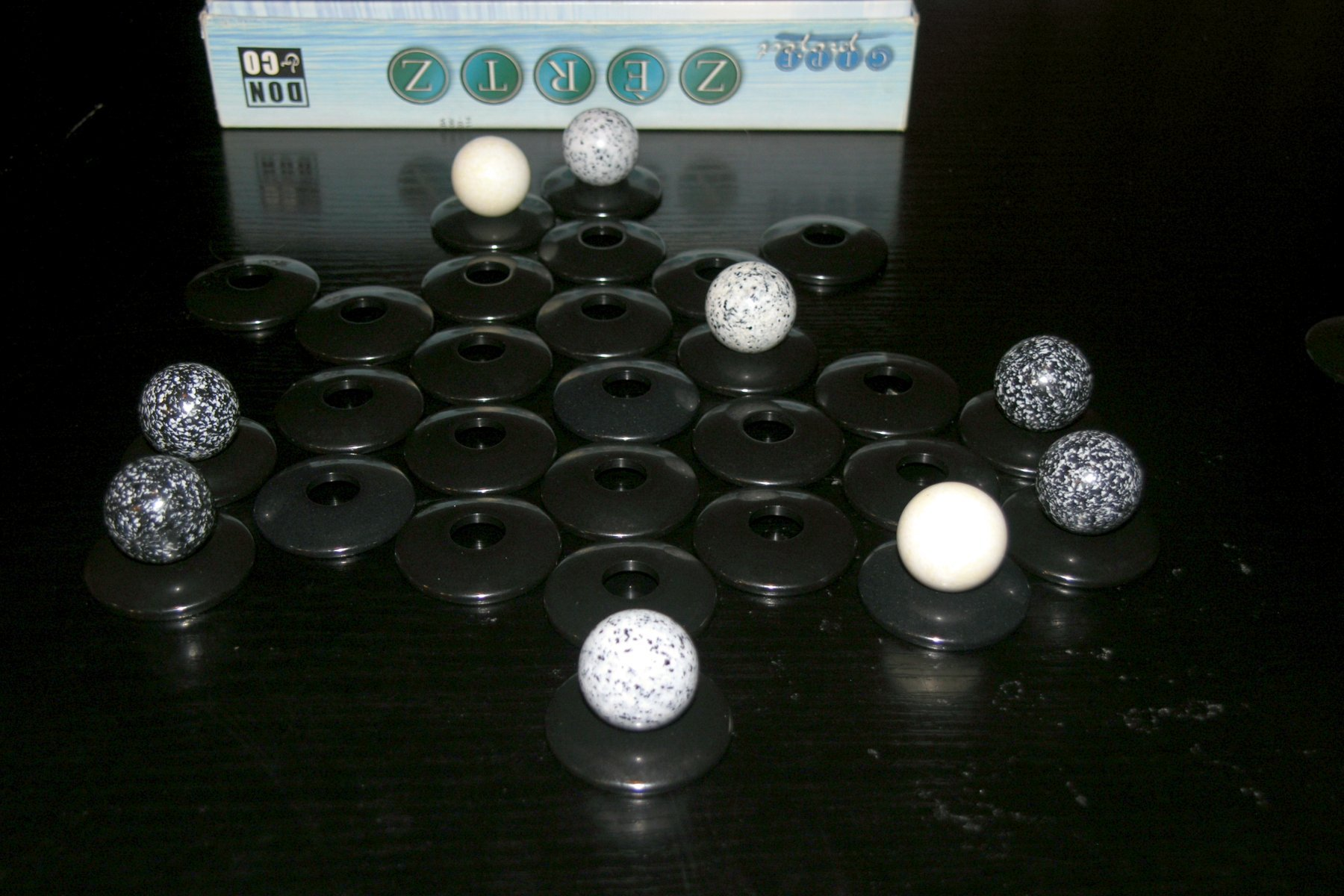
ZÈRTZ
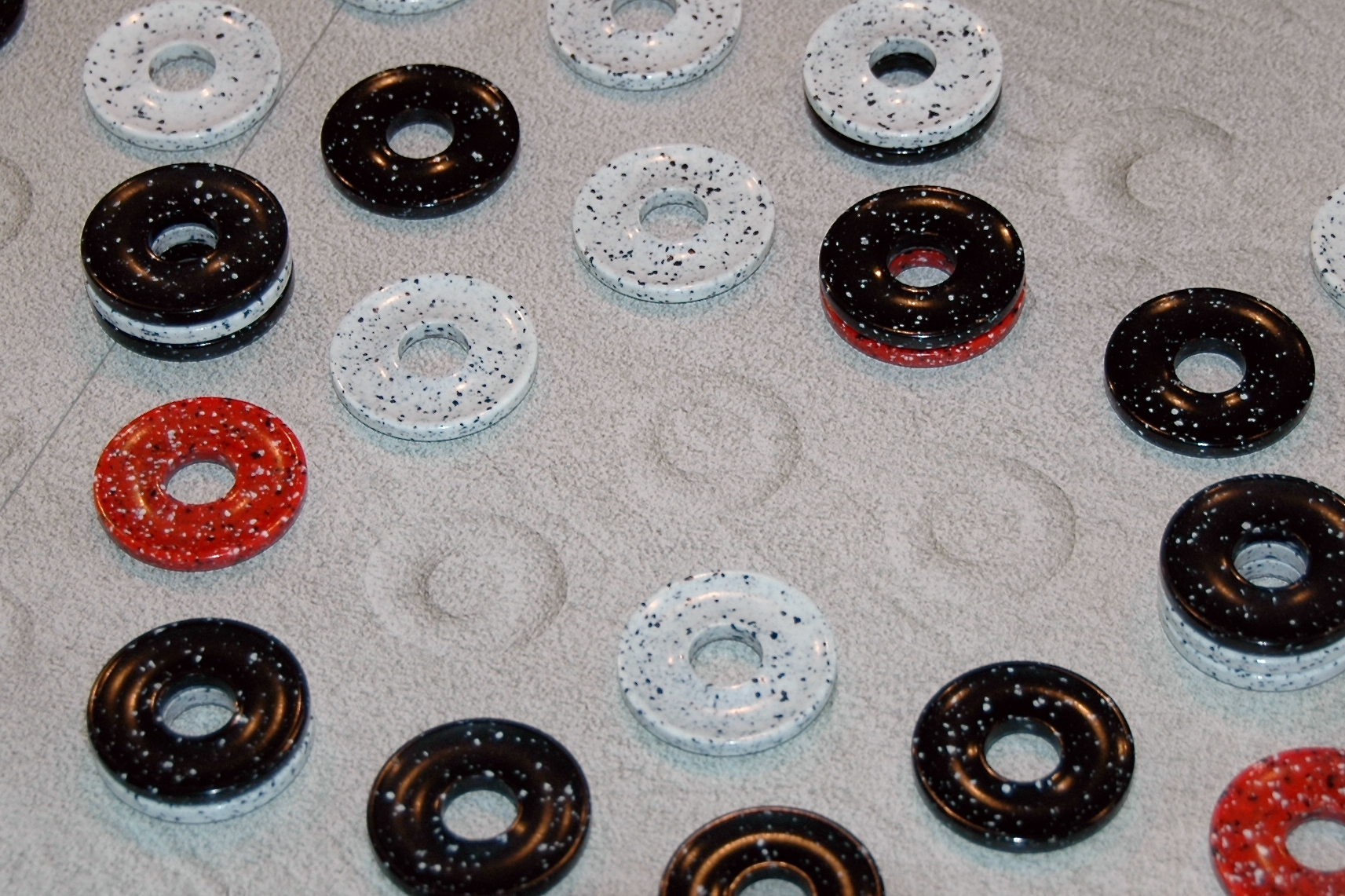
DVONN
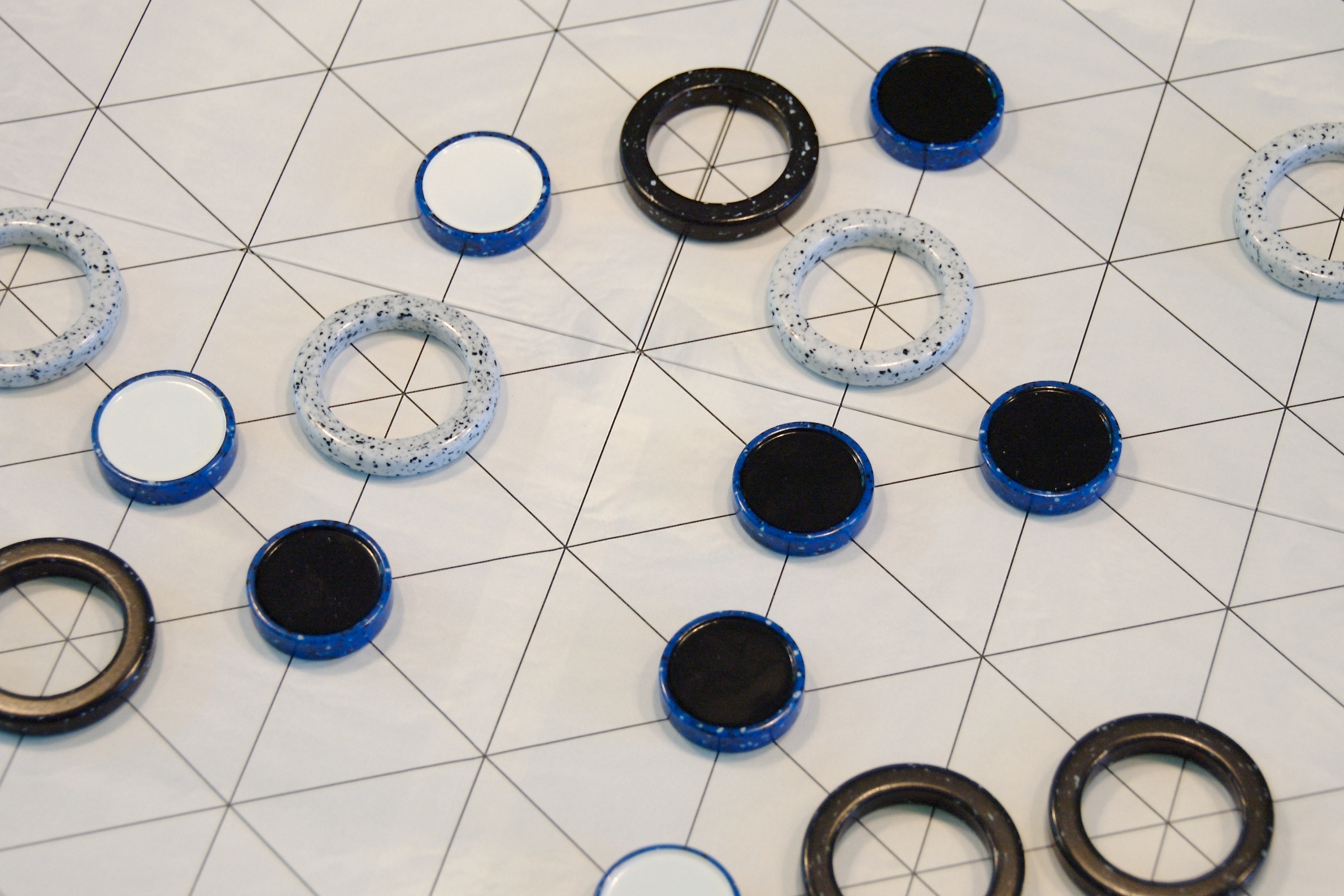
YINSH
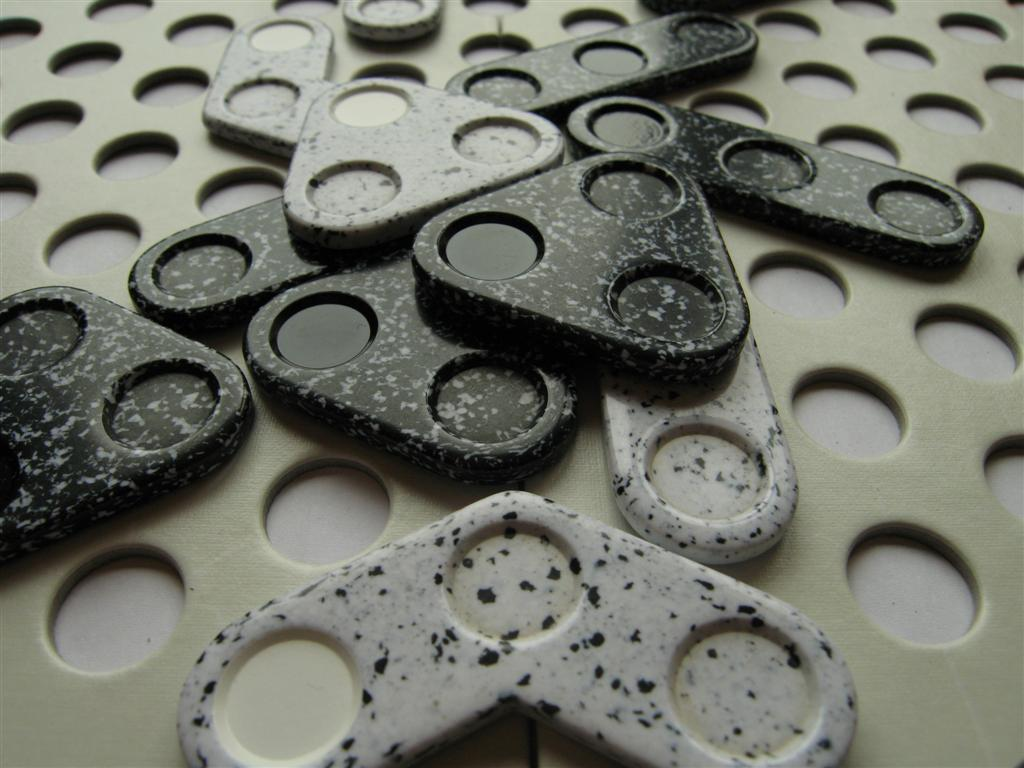
PÜNCT
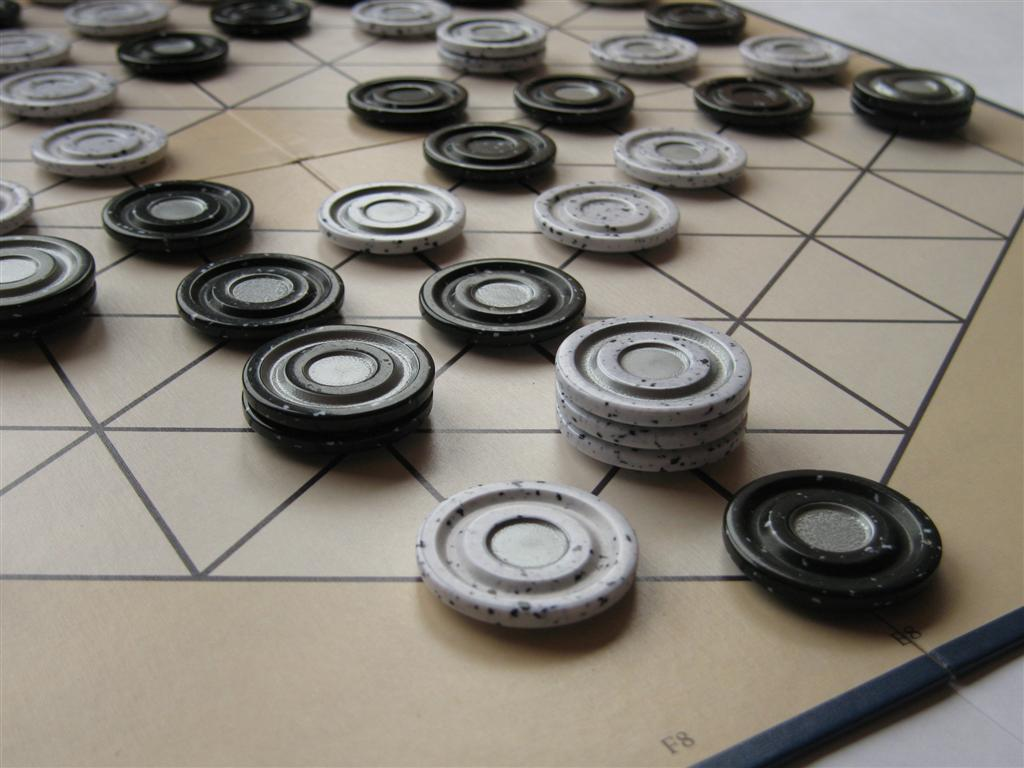
TZAAR

## Campeonato del Mundo

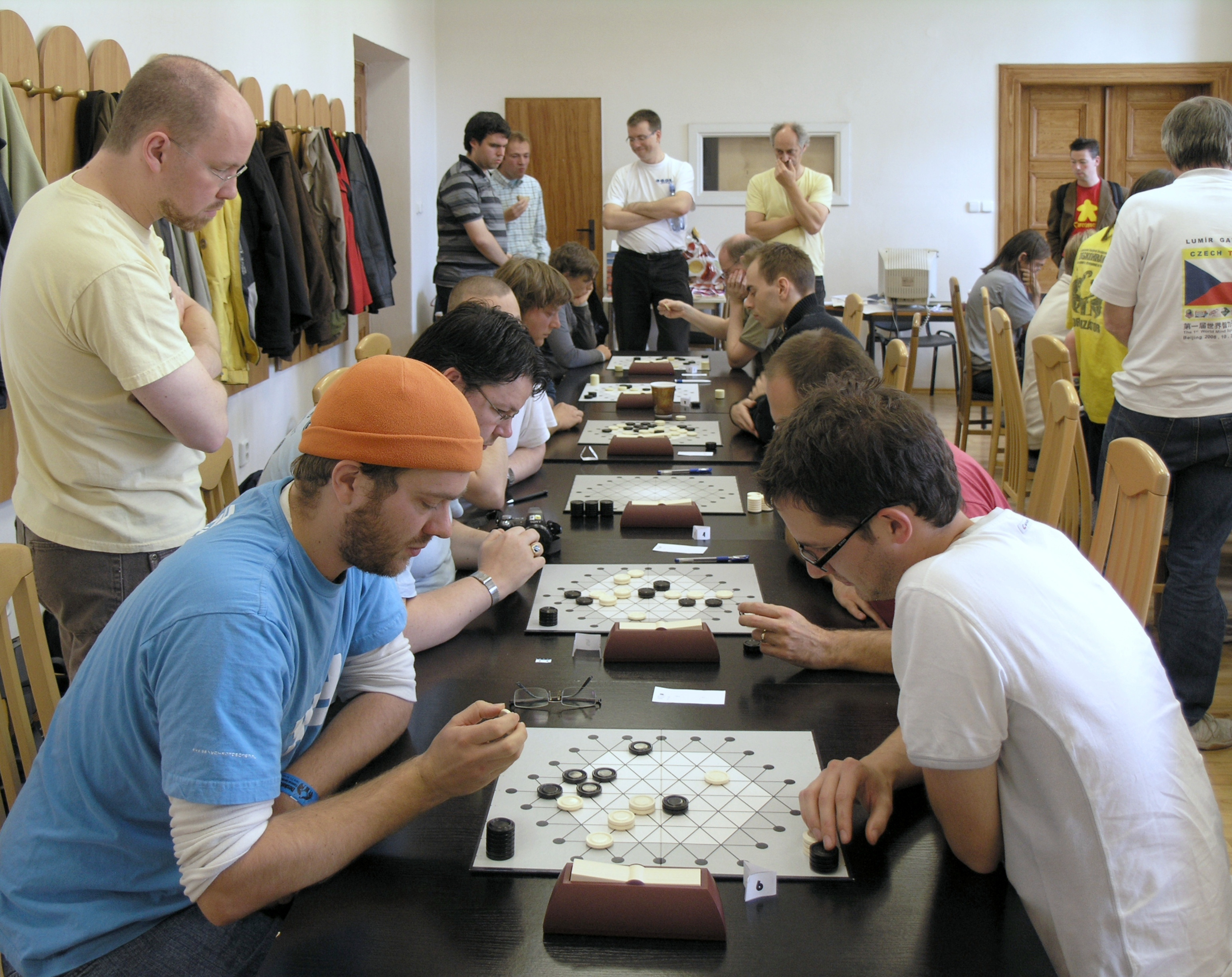
Torneo de GIPF del Campeonato Mundial del Proyecto GIPF de 2008.

Con motivo del 10º aniversario del proyecto GIPF, los Campeonatos del Mundo tuvieron lugar del 2 al 5 de octubre de 2008 en Praga, como parte del festival Deskohraní. Hubo seis torneos separados (uno en cada juego) jugados por el sistema suizo durante al menos cinco rondas, y los jugadores no tuvieron que participar en todos los torneos. Por cada victoria, el jugador obtuvo un punto. El ganador absoluto fue Mathijs Booden de los Países Bajos, y el mejor de los jugadores checos fue Jiří Bauma en el puesto 11. El evento fue organizado por el autor del proyecto Kris Burm. Se ubicó en el lugar 30 en general, pero solo participó en el torneo de YINSH.